# ناو کلاس ویتاز
کروزر کلاس ویتاز (به انگلیسی: Vitiaz-class cruiser) یک کلاس از کشتی است که طول آن ۲۶۰ فوت ۶ اینچ (۷۹٫۴ متر) می‌باشد.